# ربی هونا

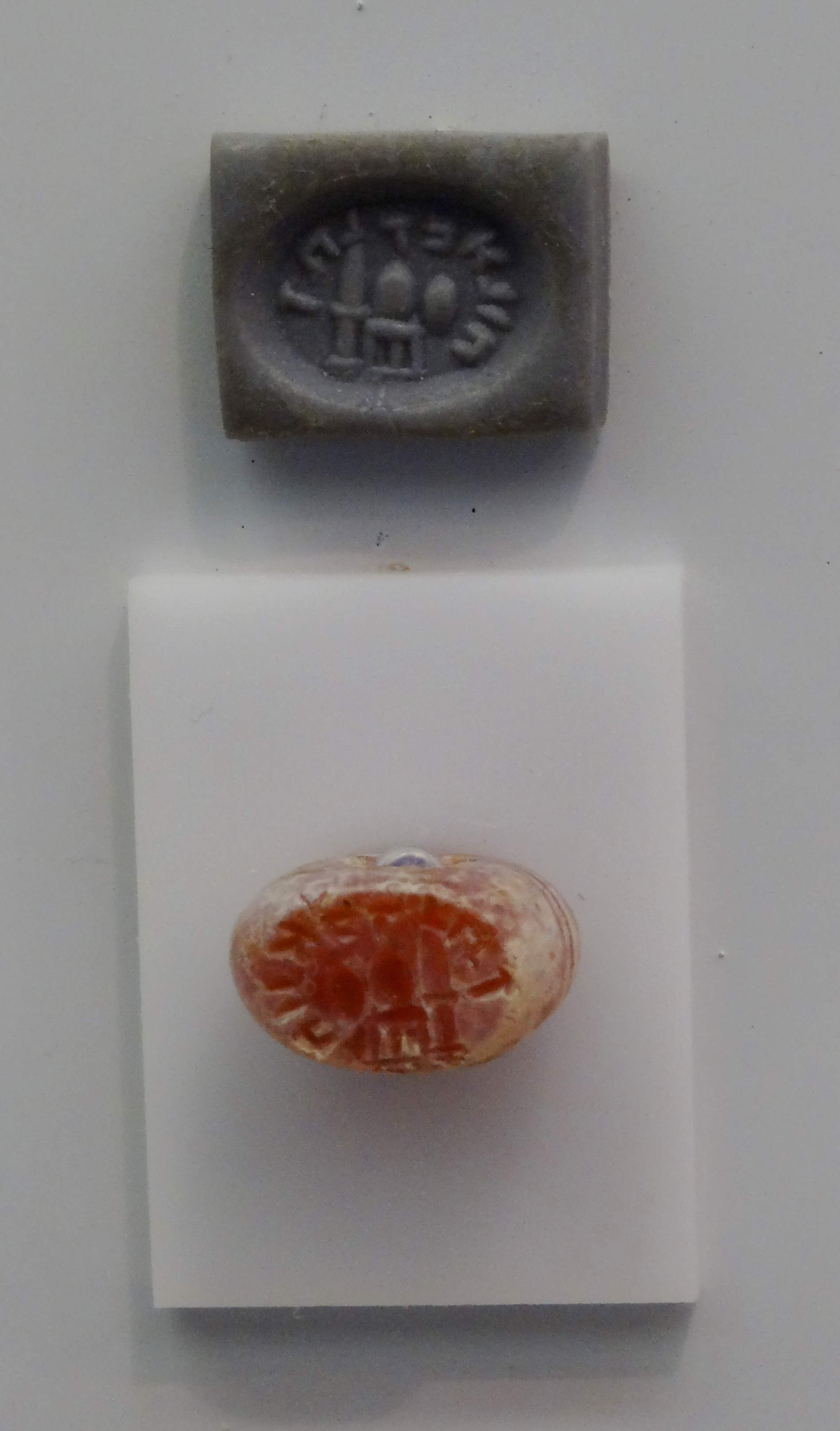
مهر هونا بر نتان واقع در موزه هچت

هونا پسر ناتان یا ربی هونا یا رَو هونا (به عبری: הונא בר נתן) (به انگلیسی: Huna b. Nathan) یکی از حکیمان یهودی آمورائی بابلی از نسل پنجم و ششم دوران آمورائی بود. او به عنوان راس الجالوت در جامعه یهودی بابل خدمت می‌کرد و در طی این روزها، رهبری سیاسی یهودیان را بر عهده داشت. او دانش تورات را از ربی پاپا و امیمر آموخت و به افتخار نشست در مقابل راوا در یشیوا را به‌دست‌آورد. او همچنین به دربار ساسانیان راه یافت. در دوران شاهنشاهی یزدگرد یکم، پادشاه ساسانی با جامعه یهودی رفتاری دوستانه داشت و ربی هونا پسر ناتان، یکی از اعضای درونی حلقه دوستان یزدگرد بود.

## مطالعه بیشتر
- Safrai, Shmuel (2007). "HUNA BEN NATHAN". Encyclopaedia Judaica (به انگلیسی). Vol. ۹ (2nd ed.). New York: Thomson Gale. p. ۶۰۱.